# Orkanger
Orkanger és una ciutat i un antic municipi del comtat de Sør-Trøndelag, Noruega. És el centre administratiu de l'actual municipi d'Orkdal, i està situada al final del fiord d'Orkdal, un braç del fiord de Trondheim. L'església d'Orkanger està localitzada aquí.
Combinat amb Fannrem, la conurbació constitueix el segon nucli urbà més gran del comtat de Sør-Trøndelag després de la ciutat de Trondheim, la capital d'aquest. Té 6.04 km² d'àrea i una població de 7.865 habitants l'any 2014.
Al nord d'Orkanger es troba el port de Thamshavn. Fins al 1974, Orkanger va tenir una estació de ferrocarril que la connectava amb l'estació de Thamshavn. Entre el 1908 i el 1949 hi havia un servei de vaixell de vapor a Trondheim en el SS Orkla.

## Història
L'antic municipi d'Orkanger va ser establert l'1 de juliol de 1920, quan va ser separat d'Orkdal. Inicialment, tenia una població de 1.715 habitants. Abastava el nucli urbà i el camp circumdant, un total de 7 km². L'1 de gener de 1963, el municipi d'Orkanger va deixar d'existir i es va fusionar novament amb el d'Orkdal. Abans de la fusió, Orkanger tenia 2.874 residents.

## Nom
El nom Orkanger està compost pel terme Ork, que té el seu origen en el llac Orkelsjøen, on s'inicia el riu Orkla. El segon element del nom, en nòrdic antic: angr, significa «fiord estret».